# Abraham Azulai
Abraham ben Mordecai Azulai (in arabo أبرهام أزولاي‎?; in ebraico אברהם בן מרדכי אזולאי‎?; Fès, 1570 – Hebron, 6 novembre 1643) è stato un rabbino e religioso marocchino, rinomato cabalista ebreo e commentatore della Torah.
Nacque a Fès, in Marocco, nel 1570. Nel 1599 si trasferì a Hebron, dove scrisse un commentario dello Zohar dal titolo Kiryat Arba (Città di Arba (in ebraico: "quattro" - Genesi 23:2: "Kiriat-Arba, cioè Ebron, nel paese di Cànaan"). La peste del 1619 lo fece spostare dalla sua nuova residenza per rifugiarsi a Gaza, dove scrisse la sua opera cabalistica Chesed le-Abraham (Benevolenza di Abramo; Michea 7:20). Fu pubblicato postumo da Meshullam Zalman ben Abraham Berak di Gorice, ad Amsterdam nel 1685. L'opera è un trattato con un'introduzione, אבן השתיה (La Pietra angolare; cfr. Talmud Yoma 53b), ed è divisa in sette "fontane" (cfr. Zaccaria 3:9), ogni fontana suddivisa in una serie di "correnti". Un brano dell'opera Chesed Le-Avraham, estratto dalla quinta fontana, 24ª corrente, p. 57d, dell'edizione di Amsterdam, riporta quanto segue:
Sul mistero del Gilgul (reincarnazione) e dei suoi dettagli: sappiate che Dio non sottoporrà l'anima del malvagio a più di tre migrazioni, poiché sta scritto: "Ecco, tutto questo fa Dio, due volte, tre volte con l'uomo" (Giobbe 33:29). Il che significa, Egli lo fa apparire due e tre volte in una incarnazione umana, ma la quarta volta che si incarna in un animale puro. E quando un uomo offre un sacrificio, Dio, con un intervento miracoloso, gli farà scegliere un animale che è l'incarnazione di un essere umano. Allora il sacrificio sarà doppiamente vantaggioso: per colui che lo offre e per l'anima imprigionata nel bruto. Poiché con il fumo del sacrificio l'anima ascende al cielo e raggiunge la sua purezza originaria. Così si spiega il mistero compreso nelle parole: "uomini e bestie tu salvi, O Signore" (Salmi 36:7).
Morì a Hebron il 6 novembre 1643.
Anche uno dei manoscritti che lasciò al suo discendente, Chaim Joseph David Azulai, è stato pubblicato: è il commentario cabalistico della Bibbia, Ba'ale Berit Abraham ("gli alleati di Abram"; cfr. Genesi 14:13), Vilna, 1873.
- Pirkei Avot – selezione dal Chesed le-Abraham (HE)